# Mapsidius chenopodii
Mapsidius chenopodii là một loài bướm đêm thuộc họ Scythrididae. Nó là loài đặc hữu của Hawaii.
Ấu trùng ăn Chenopodium oahuense.